# Рівець
Ріве́ць (Ровець) — село в Україні, в Агрономічній сільській громаді Вінницького району Вінницької області.

## Історія
Під час другого голодомору у 1932–1933 роках, проведеного радянською владою, загинуло 4 особи.
20 грудня 2018 року парафія храму УПЦ МП перейшла до Української Православної Церкви.

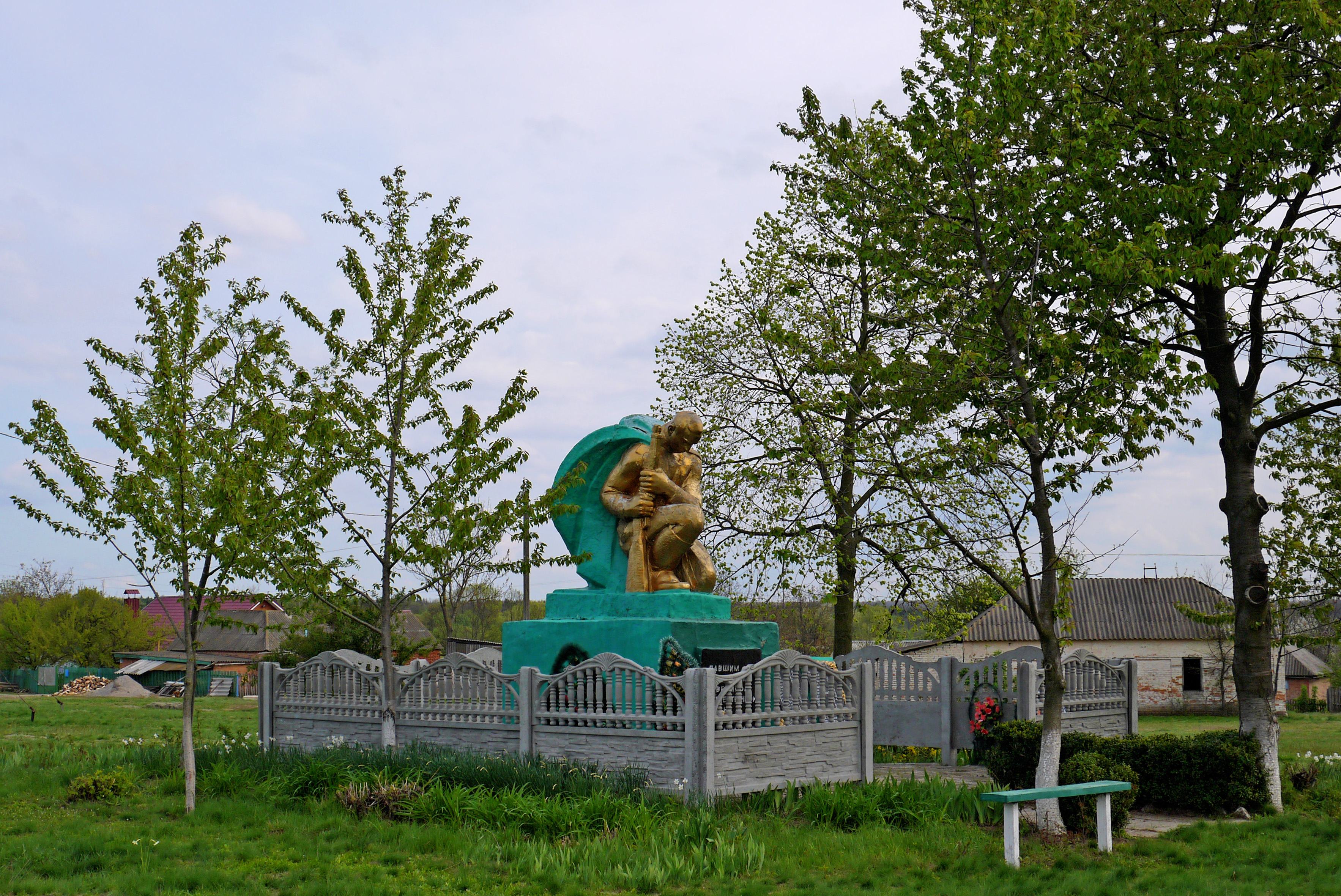
Пам'ятник воїнам-односельчанам